# 曹路火车站站
曹路火车站站，是上海地鐵9號線三期東延伸段的一个待建车站。规划位置位于上海浦东新区曹路镇，外环线以东的曹路火车站规划位置，拟用于配套接驳沪通铁路曹路火车站。
该站点被列入了九号线三期规划，原本应和曹路站等地铁站一并作为九号线三期工程开通建设，但目前该车站依然为规划车站。